# Aprendizaje automático automatizado
El aprendizaje automático automatizado (AutoML) es el proceso de automatizar una acción aplicando el aprendizaje automático común para resolver problemas reales. Este tipo de aprendizaje fue propuesto como una solución de inteligencia artificial. El alto grado de automatización en AutoML permite que aquellos que no son expertos puedan hacer uso de modelos de aprendizaje automático sin necesitar mucha experiencia previa en dicho campo.
La automatización del proceso de aprendizaje ofrece otras ventajas, como la producción de soluciones más sencillas y una resolución más rápida.

## Comparación con el aprendizaje automático estándar
En una aplicación de aprendizaje automático estándar, los practicantes tienen un conjunto de datos que consiste en distintos puntos. Un experto puede tener que aplicar los datos de preprocesado adecuados, realizar métodos de ingeniería, extracción y selección para hacer el conjunto de datos legible para el aprendizaje automático. Siguiendo dichos pasos de preprocesado, los practicantes han de realizar selección de algoritmo y optimización de hiperparámetros para maximizar el rendimiento predictivo su modelo de aprendizaje automático.
Una desventaja son los parámetros adicionales de las herramientas AutoML, que pueden necesitar alguna ayuda para establecerse. Aunque existan dicho hiperparámetros, AutoML simplifica la aplicación de aprendizaje automático para aquellos que no son expertos.

## Objetivos de automatización
La máquina de aprendizaje automático puede tener varios objetivos en su proceso de automatización. Esencialmente los objetivos pueden ser agrupados en campos de preparación, ingeniería, selección de métrica y optimización de hiperparámetros.
- Preparación de datos automatizada (de datos crudos y formatos misceláneos)
  - Detección automatizada de tipo columna; por ejemplo, booleano, discreto numérico, continuo numérico o texto.
  - Detección automatizada de intento de columna; por ejemplo, etiqueta/objetivo, campo de estratificación, característica numérica, característica de texto categórico o característica de texto libre.
  - Detección de tarea automatizada; por ejemplo, clasificación binaria, regresión, agrupamiento o clasificación.
- Ingeniería automatizada
  - Selección de variable.
  - Extracción de variable.
  - Metaaprendizaje y aprendizaje de transferencia.
  - Detección y manipulación de datos sesgados y/o valores desaparecidos.
- Selección de modelo automatizada
- Optimización de hiperparámetros del algoritmo de aprendizaje y caracterización.
- Selección automatizada de métricas de evaluación o procedimientos de validación.
- Comprobación automática de problemas
  - Detección de elementos filtrados
  - Detección de fallos de configuración
- Resultados obtenidos de análisis automáticos.
- Interfaces de usuario y visualizaciones de aprendizaje automático.